# Explosión aérea

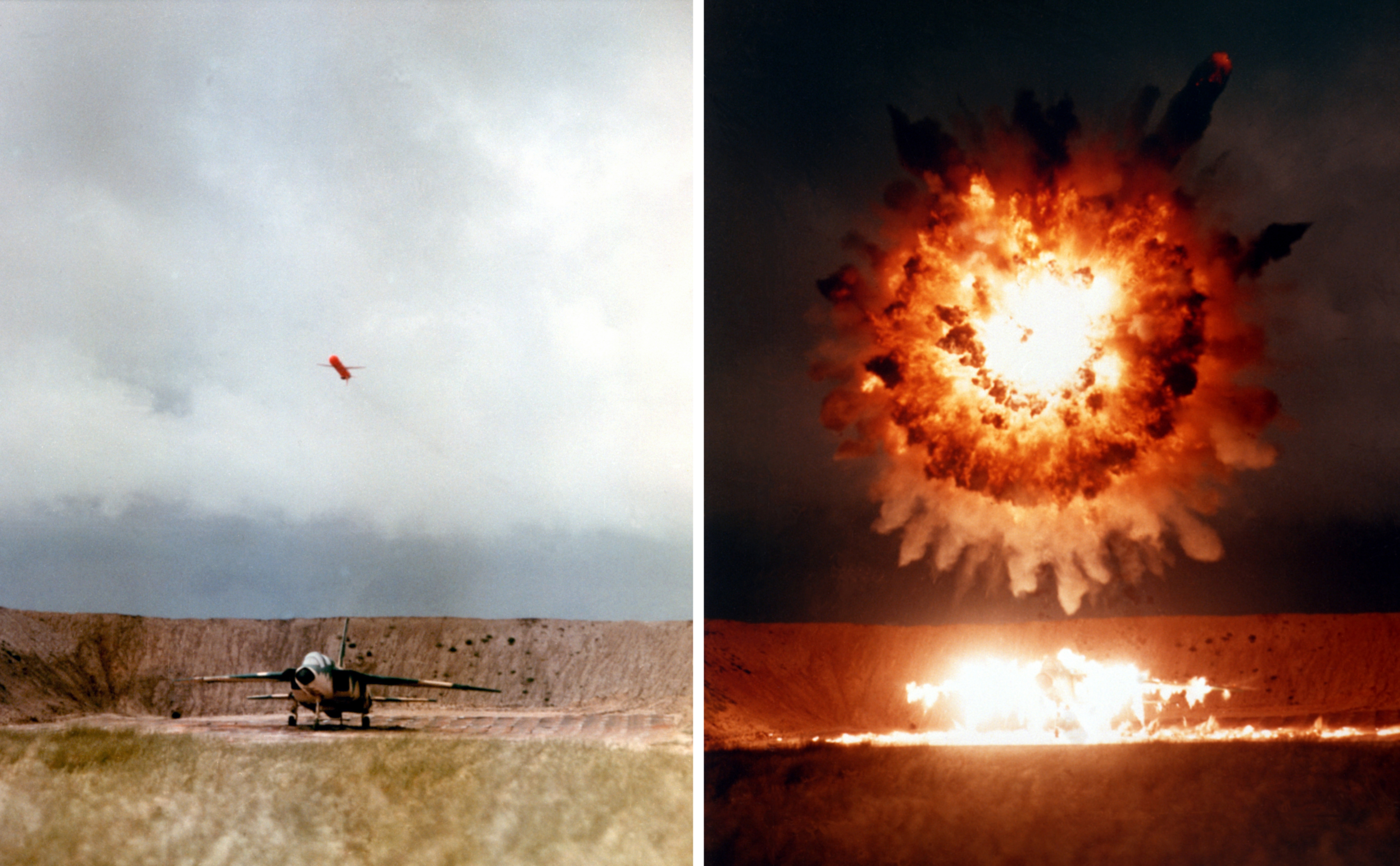
El misil BGM-109 Tomahawk detona sobre un objetivo de prueba, año 1986.

Una explosión aérea, detonación aérea, explosión en el aire o estallido en el aire es la detonación de un dispositivo explosivo, como un proyectil de artillería antipersonal o un arma nuclear, en el aire en lugar de hacerlo al contacto con el suelo o en el objetivo. La principal ventaja militar de una explosión aérea sobre una explosión terrestre es que la energía de la explosión (así como cualquier fragmento de proyectil) se distribuye de manera más uniforme en un área más amplia; sin embargo, la energía máxima es menor en la zona cero.

## Armas nucleares

Una onda expansiva que se refleja en una superficie y forma un tallo de Mach.

La explosión de aire suele estar entre 100 y 1000 m (330 a 3280 pies) por encima del hipocentro para permitir que la onda de choque de la explosión impulsada por fisión o fusión rebote en el suelo y regrese a sí misma, combinando dos frentes de onda y creando una onda de choque que es más contundente que el resultante de una detonación a nivel del suelo. Este " vástago de mach " sólo ocurre cerca del nivel del suelo, existe alrededor de todo el perímetro del frente de onda en expansión cerca del nivel del suelo y tiene una forma similar a la letra Y cuando se ve desde un lado (ver vista en corte). La explosión en el aire también minimiza las consecuencias al mantener la bola de fuego lejos de tocar el suelo, lo que limita la cantidad de desechos que se vaporizan y arrastran en la nube de desechos radiactivos. Para la bomba de Hiroshima, se eligió una explosión de aire de 550 a 610 m (1.800 a 2.000 pies) sobre el suelo "para lograr los máximos efectos de la explosión y minimizar la radiación residual en el suelo, ya que se esperaba que las tropas estadounidenses pronto ocuparan la ciudad".
Algunas armas nucleares tienen una función de espoleta de exclusión de contacto para evitar que la espoleta de contacto de respaldo detone el arma si falla la espoleta de explosión de aire.